# خوان کاسینی
خوان کاسینی (انگلیسی: Juan Cascini؛ زادهٔ ۴ ژوئن ۱۹۹۷) بازیکن فوتبال اهل آرژانتین است.
از باشگاه‌هایی که در آن بازی کرده‌است می‌توان به باشگاه فوتبال استودیانتس و باشگاه فوتبال آپوئل اشاره کرد.